# Okean Nachodka
Der FK Okean Nachodka (russisch ФК Океан Находка) war ein 1979 gegründeter russischer Fußballverein aus der 90 km östlich von Wladiwostok gelegenen Hafenstadt Nachodka. Er spielte 1992 und 1993 zwei Spielzeiten in der Obersten Liga. Ende Juni 2017 stellte der Verein seinen Spielbetrieb aus finanziellen Gründen ein.

## Geschichte
Der Club wurde 1979 als ein Amateurverein gegründet und nahm ursprünglich lediglich an der Regionalmeisterschaft der Region Primorje teil und wurde schnell die dominierende Mannschaft mit zuletzt fünf Meisterschaften in Folge. Die Stadtverwaltung von Nachodka beschloss daraufhin, den Club ab der Saison 1986 für die semiprofessionelle russische Meisterschaft, in der dritten sowjetische Ligastufe 2. Liga, zu melden. In der Staffel Russland Zone 4 erreichte der Club auf Anhieb den fünften von 15 Plätzen, vermied den Abstieg in der Folgesaison als 14. von 15 nur äußerst knapp. Nach dem siebten Platz 1988, gelang mit dem vierten Platz 1989 die Qualifikation für die nur unionsweite auf drei Staffeln begrenzte neue 2. Liga. Außerdem gewann der Club 1989 den Fußballpokal der Russischen SFSR. 1990 verpasste der Club als Dritter noch knapp den Aufstieg in die 1. Liga, der zweithöchsten Spielstufe der UdSSR, erreichte aber das Achtelfinale des Pokals der Sowjetunion. 1991 erwarb sich der Club als Ost-Meister das Recht für den Aufstieg, doch die UdSSR löste sich auf. 
Stattdessen wurde Okean gemeinsam mit dem 2.-Liga-Zentralmeister Asmaral Moskau als 15.–16. des russischen Fußball gewertet und in die höchste russische Spielklasse aufgenommen. In der ersten Hälfte der Saison spielte man in der Staffel A, wo man 7. von zehn wurde, jedoch dem amtierenden Sowjet-Meister, ZSKA Moskau mit 5:2 besiegen konnte. Als Vorrundensiebter spielte Okean die zweite Saisonhälfte nicht in der Meisterschafts-, sondern in der Abstiegsrunde, insgesamt konnte sich der Klub aber als 13 von 20 Erstligisten für einen Drittligaaufsteiger gut behaupten. In der zweiten Erstligasaison rutschte der Club zuerst auf den Drittletzten Platz und verlor dann vier von fünf Spielen der Relegationsrunde und musste absteigen. In beiden Spielzeiten weist der Club jedoch eine positive Bilanz gegen den ZSKA Moskau (zwei Siege, ein Unentschieden und eine Niederlage) und blieb gegen den Serienmeister der 1990er Jahre Spartak Moskau ungeschlagen. In der zweitklassigen 1. Division kämpfte der Club drei Jahre gegen den Abstieg, bevor er 1996 in die unterste semiprofessionelle Liga, die 2. Division abstieg, wo der Club bis 2010 mit wechselndem Erfolg spielte. Ab 2011 spielte der Verein im Amateurbereich und konnte nach dem dritten Platz im ersten Jahr sogar 2014 die Meisterschaft in der Region Primorje gewinnen. 2015 wurde der Verein umstrukturiert. Nach den Spielzeiten 2015 und 2016, in denen man jeweils den 7. Platz von elf bzw. neun Mannschaften belegte, stellte der Club am 24. Juni 2017 den Spielbetrieb nach den ersten vier gespielten Partien aus finanziellen Gründen ein.

## Ligen und Platzierungen
UdSSR:
Russland:
(grün = Höchste Spielstufe (Top Liga), gelb = 2.-höchste Spielstufe (1. Liga), pink = 3.-höchste Spielstufe (2. Liga/2. Division); grau = Amateurklasse (Regionalmeisterschaft Primorje) 
* 16. der Top Liga, 6. und letzter der Relegationsrunde zwischen Top und 1. Liga)

## Trivia
- Anfang der 1990er Jahre spielte Okean Nachodka für zwei Spielzeiten in der obersten russischen Liga und war damit der östlichste Erstligist der UEFA.
- Bis zur Gründung des damaligen Liga-Konkurrenten Sachalin Juschno-Sachalinsk 2004, war Okean auch der östlichste Proficlub der UEFA.